# Kihaadhoo
Kihaadhoo är en ö i Maldiverna.  Den ligger i den norra delen av landet, 125 km nordväst om huvudstaden Malé. Geografiskt är den en del av Södra Maalhosmadulu atoll och tillhör administrativt Baa atoll. 
Tropiskt monsunklimat råder i trakten. Årsmedeltemperaturen i trakten är 20 °C. Genomsnittlig årsnederbörd är 2 146 millimeter. Den regnigaste månaden är november, med i genomsnitt 363 mm nederbörd, och den torraste är februari, med 52 mm nederbörd.